# 4717 Kaneko
4717 Kaneko este un asteroid din centura principală, descoperit pe 20 noiembrie 1989 de Yoshikane Mizuno și Toshimasa Furuta.